# Ilampokhari
Ilampokhari – gaun wikas samiti w zachodniej części Nepalu w strefie Gandaki w dystrykcie Lamjung. Według nepalskiego spisu powszechnego z 2001 roku liczył on 682 gospodarstw domowych i 3508 mieszkańców (1853 kobiet i 1655 mężczyzn).